# Gustaf Delescluze
Gustaf Delescluze (Brugge, 17 augustus 1842 - Kortrijk, 13 september 1918), ook bekend onder pseudoniem Uptophanes, was een Vlaams rooms-katholiek priester en schrijver.

## Levensloop
Delescluze was een zoon van de Brugse schepen Louis Delescluze en van Maria Van Troostenberghe. Hij doorliep de schooljaren aan het Sint-Lodewijkscollege (retorica 1860) en was er klasgenoot van Adolf Duclos. Hij had een mooie kinderstem en zong in de Sint-Gilliskerk, waar Jean-François De Stoop (1799-1861), vader van Johannes De Stoop, zangmeester was. Hij speelde ook goed viool: als twaalfjarige speelde hij in de Sint-Salvatorskathedraal, onder de leiding van zangmeester Malfeyt.
Na de humaniora ging hij in Leuven natuurwetenschappen studeren, met Gustaaf Verriest als medestudent. Deze studie beviel hem echter niet en hij hield er na een paar jaar mee op. Hij trad in het seminarie in Brugge in en werd in 1868 tot priester gewijd. Hij werd opeenvolgend hulppriester in Westende, onderpastoor in Oekene en Wijtschate, en proost in een kapel op de wijk 'de Klippe' in Dadizele. In 1918 werd hij door Duitse soldaten zwaar mishandeld. Hij vluchtte naar Kortrijk, waar hij aan zijn verwondingen overleed.
Hij werd door Hugo Verriest beschreven in zijn Twintig Vlaamse koppen als een kunstenaar: musicus, schilder, bouwmeester, filosoof en dichter. Volgens Verriest schreef hij aanzienlijk veel: Dan schreef hij artikels, brieven aan vrienden, losse bladen met gedenkenissen en bedenkingen, een stapel geschrift in Vlaamsch of Fransch, soms de twee dooreen, vol spelfouten in beiden, maar prachtig van inval en uiting; gedachten waarbij men opkijkt van verbazing of grimmelt van innig genoegen. Er is echter weinig door hem gepubliceerd.
Hij was bevriend met Guido Gezelle. Aloïs Walgrave schreef: Hij kende Gezelle en zijne geschiedenis heel goed. Zij waren een beetje van dezelfde soort: menschen die het ‘ongeluk’ hadden gedachten voor te staan die om hun ‘nieuwigheid’ (al steunden ze op de oudste ondervinding) niet begrepen werden. Upnos met zijn klanken en kleuren, en met zijn zangonderwijs; Gezelle met zijn volkstaal en christen poëzie. Men veroordeelde in beiden gedachten, die zelfs niet de hunne waren, maar die door oppervlakkige menschen als een schaduwbeeld naast de waarheid werden gesteld.

## Publicaties
- Les secrets du coloris, Roeselare, 1900.